# 阿利森冰川
78°16′00″S 161°55′00″E / 78.26667°S 161.91667°E

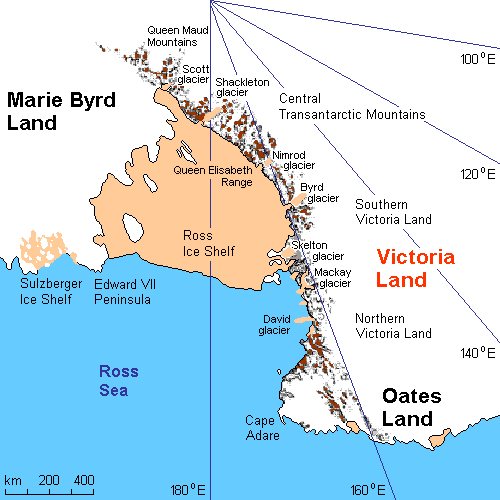

阿利森冰川是南極洲的冰川，位於維多利亞地，發源自哈金斯山以北，流經皇家學會嶺西坡注入斯凱爾頓冰川，該冰川以美國海軍少校命名。